# Duc d'Estrées

Armes de François Hannibal d'Estrées

Le titre de duc d'Estrées,  est un titre de noblesse français créé en 1648 par lettres de Louis XIV, enregistrées par le parlement en 1663, en faveur de la famille d'Estrées, puis en 1763 en faveur de la famille Le Tellier et porté ensuite par un membre de la famille de La Rochefoucauld, autorisé en 1892 par le roi d'Espagne à transférer la grandesse d'Espagne accolée au titre de duc de Doudeauville sur le titre de duc d'Estrées.

## Famille d'Estrées
1. (1663-1670) : François Hannibal d'Estrées (v.1573-1670), maréchal de France, 1er duc d'Estrées en 1663.
2. (1670-1687) : François Annibal II d'Estrées (1623-1687), 2e  duc d'Estrées, fils du précédent.
3. (1687-1698) : François Hannibal III d'Estrées (1648-1698),  3e duc d'Estrées, fils du précédent.
4. (1698-1723) : Louis Armand d'Estrées (1682-1723),  4e duc d'Estrées, fils du précédent.
5. (1723-1737) : Victor Marie d'Estrées (1660-1737), maréchal de France, 5e duc d'Estrées, neveu du précédent, petit-fils du 1er duc.

## Famille Le Tellier
Cette deuxième création est faite à brevet, c'est-à-dire qu’elle n’entraîne que les honneurs dus à un duc, sans dignité héréditaire.
1. (1763-1771) : Louis Charles César Le Tellier (1695-1771), maréchal de France, duc à brevet d'Estrées en 1763, neveu du précédent.

## Famille de La Rochefoucauld
1. (1892-1907) : Charles de La Rochefoucauld (arrière-petit-neveu du précédent), fils ainé d'Armand de La Rochefoucauld  5e duc de Doudeauville et grand d'Espagne, fut autorisé le 20 janvier 1892 par le roi Alphonse XIII d'Espagne à transférer la grandesse d'Espagne accolée au titre de duc de Doudeauville sur le titre de duc d'Estrées (titre non reconnu en France)[1],[2]. Il épousa  en 1885 Charlotte, princesse de La Trémoïlle, D'où une fille unique :
Marguerite de la Rochefoucauld (1886-1929), mariée 1) en 1907 à François de Rochechouart-Mortemart (d'où postérité), 2) en 1919 à Alain Gabriel de Kergariou, 3) en 1922 à Léon Dufresne de Saint-Léon.